# トルコ航空158便墜落事故
トルコ航空158便墜落事故とは、1983年にトルコのアンカラで発生した航空事故である。

## 事故の概略
1983年1月16日、トルコ航空158便はパリ発イスタンブール経由アンカラ行きの定期便として運航されていた。最終目的地アンカラエセンボーア国際空港に吹雪の中進入中、アンダーシュートとなり滑走路の50m手前に墜落し機体は大破炎上した。搭乗していた乗員7人乗客60人のうち乗客47人が死亡し、乗客乗員13人が負傷した。